# Пуншим
Пуншим — река в России, протекает в Гайнском районе Пермского края. Устье реки находится в 1222 км по правому берегу реки Кама. Длина реки составляет 16 км.
Исток реки в лесах близ границы с Кировской областью в 12 км к юго-востоку от посёлка Сёйва. Река течёт на северо-запад, приток — Шиловка (правый). Всё течение проходит по ненаселённому заболоченному лесу. В нижнем течении протекает через старицу Камы, известную как озеро Гнилое. Впадает в Каму напротив посёлка Сёйва.

## Данные водного реестра
По данным государственного водного реестра России относится к Камскому бассейновому округу, водохозяйственный участок реки — Кама от истока до водомерного поста у села Бондюг, речной подбассейн реки — бассейны притоков Камы до впадения Белой. Речной бассейн реки — Кама.
По данным геоинформационной системы водохозяйственного районирования территории РФ, подготовленной Федеральным агентством водных ресурсов:
- Код водного объекта в государственном водном реестре — 10010100112111100001396
- Код по гидрологической изученности (ГИ) — 111100139
- Код бассейна — 10.01.01.001
- Номер тома по ГИ — 11
- Выпуск по ГИ — 1